# Galerie Porte Louise
La Galerie Porte Louise est un petit centre commercial de Belgique, situé à Ixelles à Bruxelles, près de l’avenue Louise sur l’avenue de la Toison d’Or. Elle est reliée aux galeries Louise et Espace Louise. Elle a été construite en 1963 et 1964.